# Eva Filemonová
Eva Filemonová (13. prosince 1933 Ostřešany – 17. září 2014 Pardubice) byla česká malířka a sochařka.

## Biografie

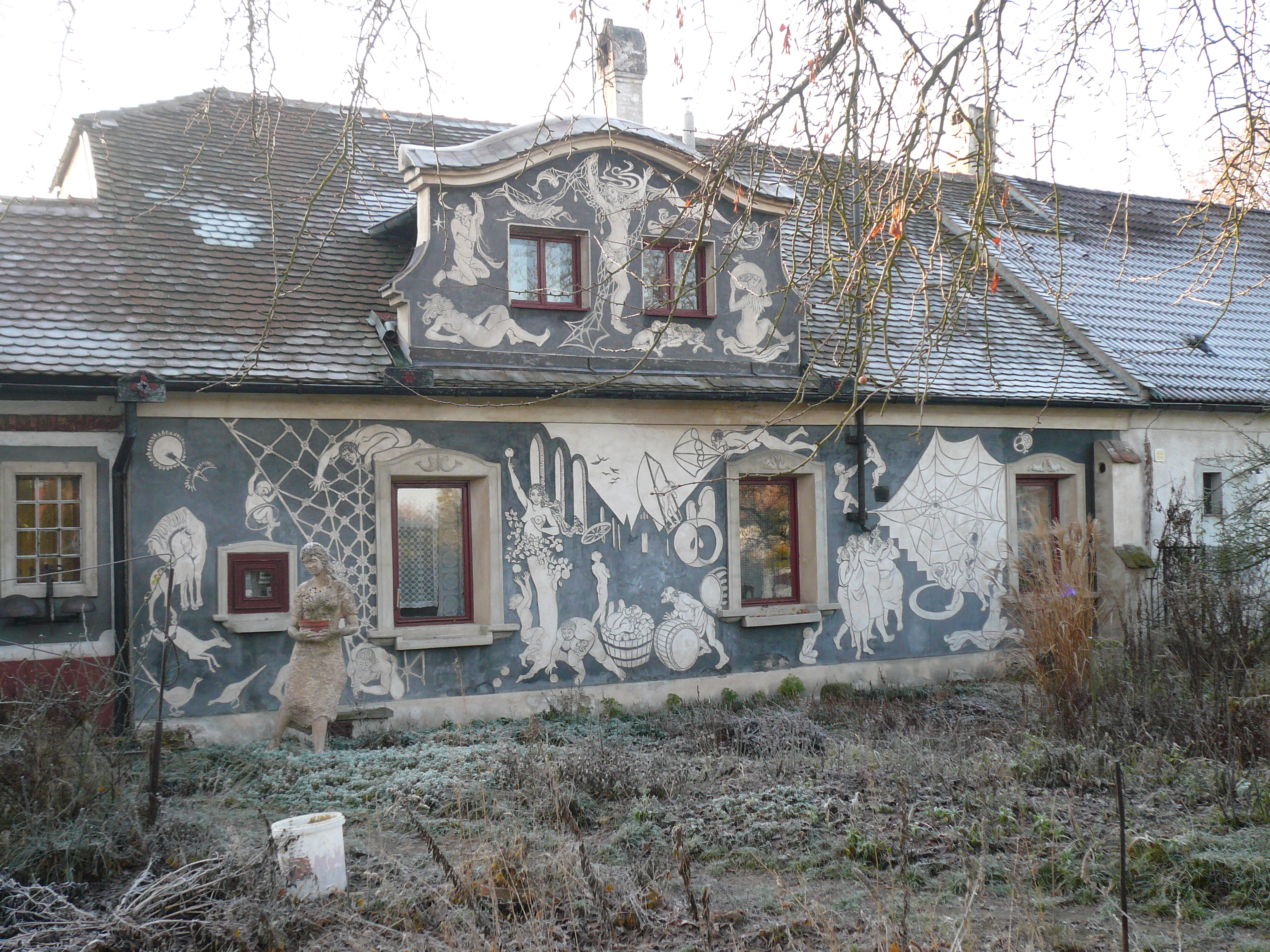
Rodný dům Evy Filemonové

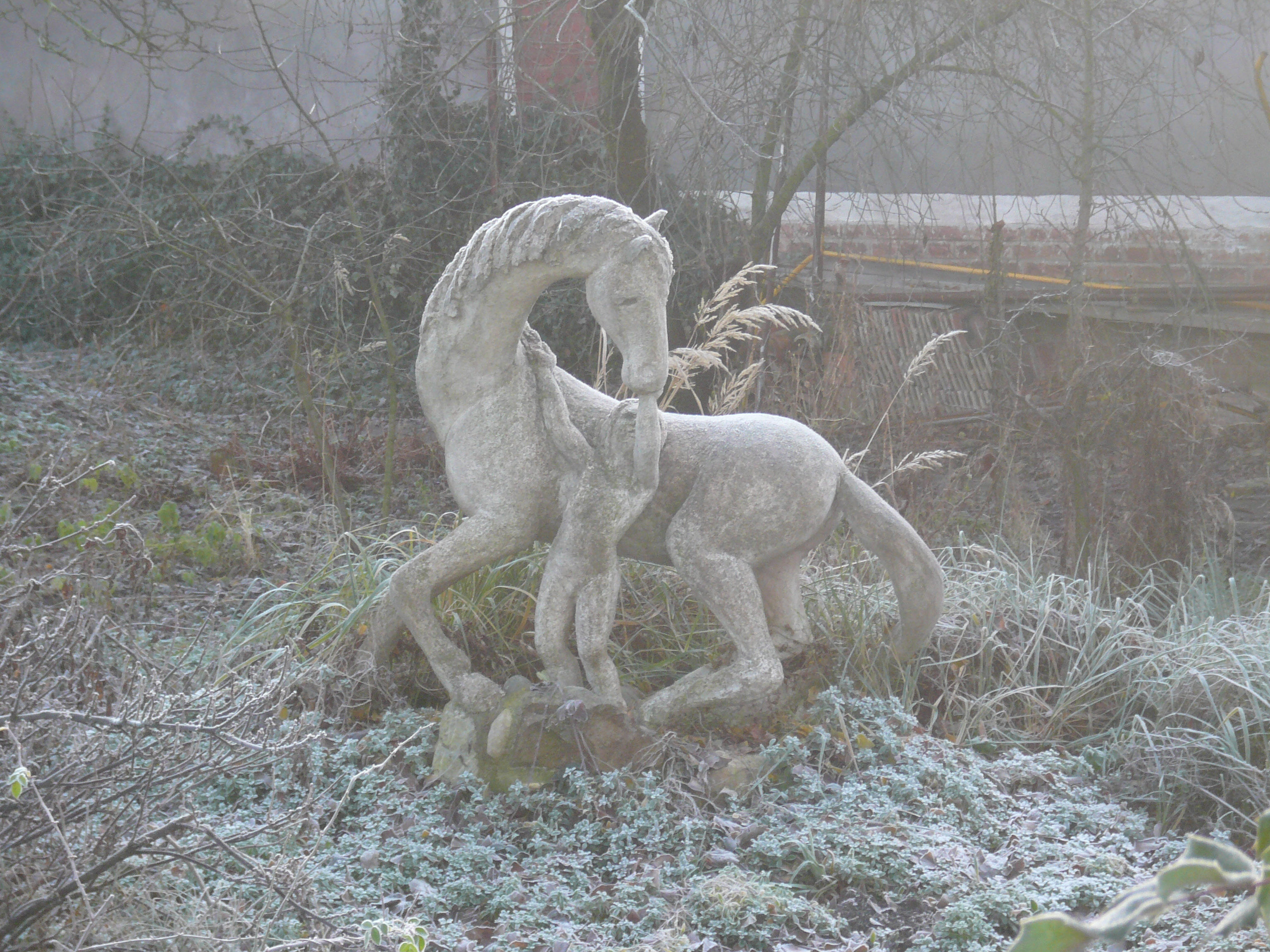
Socha na zahradě domu čp. 11

Narodila se v Ostřešanech jako třetí dcera Jaroslava a Marie Chvojkových. Výtvarné nadání patrně zdědila po otci, zatímco zemitost a pohyb po matce. Otec vlastnil cihelnu, matka krátce po jejím narození onemocněla a musela být umístěna do soukromého sanatoria. Odtržení od matky se promítalo do její tvorby v pozdějším věku.
Z kádrových důvodů (kvůli otci) jí byl počátkem roku 1949 vysloven zákaz studia, a proto se musela vzdělávat soukromě a pracovat v nekvalifikovaných povoláních. Živila se zpočátku jako uklízečka, poté jako ošetřovatelka. V Ostřešanech žila do roku 1952, kdy byla nucena odejít. Po odchodu z rodné vsi bydlela v Brně. Po smrti svého prvního muže zůstala doma se synem (*1954) a začala malovat. Vrátila se však zpět do práce jako vychovatelka učňů. I tuto práci musela z politických důvodů opustit. Nakonec se stala ošetřovatelkou nemocných na nejtěžších pracovištích (psychiatrie, onkologie).
V roce 1976 se podruhé provdala a v letech 1976–1981 žila ve Strážnici s druhým manželem, který musel z politických důvodů odejít počátkem 70. let (1972?) z Československého rozhlasu v Brně. V roce 1982 se manželé usadili již natrvalo v Ostřešanech.
Po návratu do rodných Ostřešan rekonstruovala dům a zdobila ho vlastními sgrafity, freskami, sochami z pískovce i dřeva, obrazy a dalšími uměleckými díly. Do roku 1976 byla spíše „nedělní malířkou“. Od tohoto roku se však malování a umělecké tvorbě věnovala naplno. V letech 1982–1988 se účastnila soutěží (výhradně neprofesionálních výtvarníků), které sice vyhrávala, ale nesměla postoupit dále. Pořádala i výstavy, zpočátku pouze amatérské, protože oficiálně tvořit a vystavovat od roku 1982 nemohla.
Eva Filemonová byla dvakrát vdaná. Poprvé za Ivana Filemona (stavař, odborník na předpjatý beton), který tragicky zahynul v roce 1966. Podruhé se vdala za hudebního skladatele Emanuela Kuksu (* 22. 4. 1923 Brno, † 18. 9. 2003 Červený Kostelec).
Její díla jsou převážně surrealistická. Hlavním motivem bývají koně, které si v dětství zamilovala.
Od roku 1992 je členkou Unie výtvarných umělců v Praze.

## Výstavy
- 1945 – Obecná škola Ostřešany
- 1968 – Klub mladých – Dům umění Brno
- 1969 – Klub mladých – Dům umění Brno
- 1978 – Strážnice
- 1981 – Vlastivědné muzeum Kamenice nad Lipou
- 1982 – Lázně Bohdaneč
- 1982 – OKS Pardubice – Klub Polabiny IV
- 1993 – Dolní Kounice, klášter Rosa Coeli
- 1993 – Happening v zahradě domu v Ostřešanech
- 1994 – Východočeské divadlo Pardubice
- 2001 – Galerie Jana, Svatý Kopeček
- 2002 – Orlické muzeum Choceň
- 1. 9. 2002 – 30. 10. 2002 – Městské muzeum Lanškroun
- 2003 – Nasavrky, zámek
- 2004 – Státní zámek Slatiňany, Slatiňany
- 2005 – Galerie Ludvíka Kuby, Poděbrady
- 2005 – Kyjov, Galerie Doma
- 2009 – Brno, galerie 8A